# Wilhelm Ide (Schriftsteller)

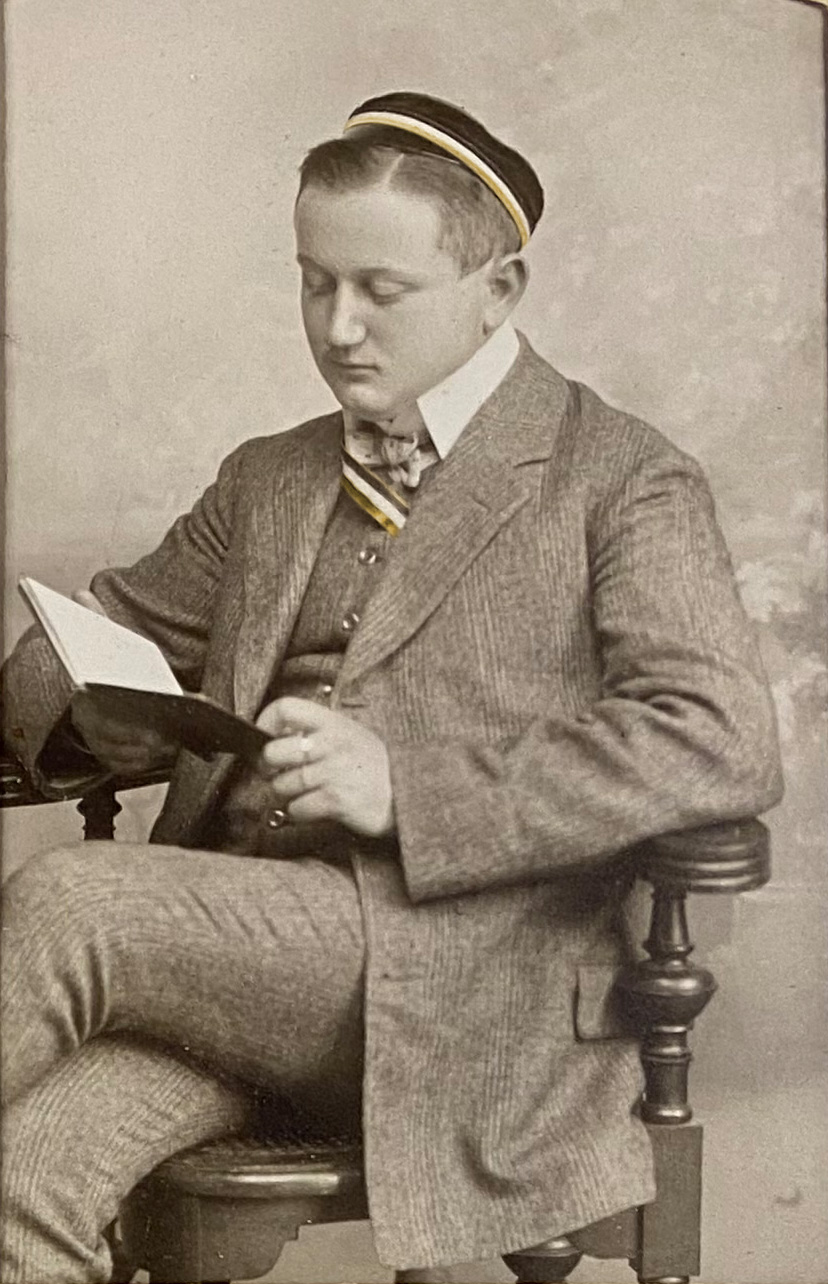
Wilhelm Ide als Student 1906

Wilhelm Marcus Ide (* 18. Februar 1887 in Kassel; † 19. Juli 1963 in Marburg) war ein deutscher Erzähler und Autor.

## Leben
Während seines Studiums in Göttingen wurde er 1905 Mitglied im Göttinger Wingolf. Nach dem Studium war Wilhelm Ide Stadtarchivar in Kassel. Anschließend wurde er beim hessischen Landeskonservator beschäftigt, um später als Geschäftsführer des Kurhessischen Heimatbundes e.V. berufen zu werden. Von 1924 bis 1932 hatte er in der Weimarer Republik im Rundfunk Autorenauftritte. Mit Johann Lewalter verlegte er 1930 das Liederbuch Frisch auf ! Wilhelm Ide wählte mehrfach kurhessische Handlungsorte für seine literarischen Werke. 1933 schrieb er die Erzählung Das rote Haus. Für diese Liebesgeschichte wählte er als Handlungsort den Amselhof am Lotterberg nahe dem Felsberger Stadtteil Wolfershausen. Drei Schwarzenbörner Streiche von 1937 spielt in Schwarzenborn und  das Heimatspiel Drei grüne Blätter in Rotenburg.
Wilhelm Ide verbrachte bis 1963 seinen Ruhestand in Marburg an der Lahn, wo er im Alter von 76 Jahren verstarb.

## Werke
- Der Heimatpfad
- Schöneberg
- Ein Frühlingslied
- Frisch auf!
- Das rote Haus
- Das Bergland von Hessen und Waldeck
- Heimaterde – Bilder und Gestalten aus hessischen Wandertagen
- Wandern ohne Fahrgeld
- Drei Schwarzenbörner Streiche
- Im hessischen Märchenwald
- Die Löbauer Theodor Hofmann Stiftung
- Drei grüne Blätter
- Theodor Hofmann und seine Göttinger Schriftenreihe 1950
- Kurhessisches Wanderbuch